# Alonso de Cusanza
Fray Alonso de Cusanza O.P. (? - c. 1440) fue un religioso dominico castellano, provincial de España de su orden, prior del monasterio de Santo Domingo de Rivadavia, confesor de Enrique III de Castilla, 
obispo de Salamanca,
de Orense 
y de León.
| Predecesor: Gonzalo de Alba         | Obispo de Salamanca 1412 - 1420       | Sucesor: Sancho López de Castilla |
| Predecesor: Francisco Alfonso       | Obispo de Orense 1420 - 1424          | Sucesor: Álvaro Pérez Barreguín   |
| Predecesor: Juan Rodríguez Villalón | Obispo de León 1424 - después de 1435 | Sucesor: Juan de Pontibus         |